# Пюнтер, Отто
Отто Готфрид Пюнтер (нем. Otto Pünter, 4 апреля 1900, Берн — 13 октября 1988, Берн) — швейцарский журналист, работник информационных агентств Рес Публика, корреспондент социал-демократической прессы в Бундхаусе, участник сопротивления против фашизма, представитель Союза журналистов при швейцарском правительстве. Член разведывательной сети «Красная капелла». Оперативный псевдоним Пакбо.

## Биография
Пюнтер родился в 1900 году. После окончания учёбы в торговца он работал за границей в качестве банкира и торговца.
В 1927 году он стал членом агентства печати Res Publica и начал работать в информационном агентстве социал-демократической партии. В конце 1930-х годов и до конца Второй мировой войны он возглавлял это агентство. Группа Пакбо сотрудничала с Шандором Радо. Пюнтер передал британской разведке важную информацию о местах производства ракет Фау-1 и Фау-2, что привело к бомбардированию этих фабрик.
С 1937 года группа Пакбо поставляла военную информацию из Италии в республиканское правительство Испании.

Майор Л. Анулов сообщил Ш. Радо, что «Пакбо» «будет… хорошим помощником. С людьми он сходится легко. Человек интеллигентный, образованный, свободно говорит на нескольких языках… Энергичен, любит рискнуть, и это… порой приносит ему успех, однако, стараясь сделать сразу слишком много, он распыляется. Его приходится сдерживать от всяких „воздушных“, нереальных планов. Направьте его инициативу на главное — расширение связей с людьми такого типа, как „Габель“. Ваша цель — информация по Германии и Италии».
Центр полностью поддерживал оценку «Пакбо», которую ему дал «Костя».
В декабре 1938 года, когда Ш. Радо продолжал работу по созданию резидентуры «Дора», Центр напоминал ему, что «в связи с общей обстановкой, которая вам вполне ясна, я ставлю перед вами задачу самого энергичного развертывания нашей работы с максимальным использованием всех имеющихся в вашем распоряжении возможностей. Всемерно усильте свою работу с „Пакбо“ для получения ценной военной информации и привлечения интересных для нас лиц. Сконцентрируйте внимание „Пакбо“ прежде всего на Германии, Австрии и Италии…»
.

Впервые Шандор Радо и Отто Пюнтер встретились в ресторане.
Из воспоминаний Шандора Радо 

Когда я вошел в ресторан, было минут десять седьмого. Коля был уже здесь. Он выбрал столик в дальнем углу, откуда виден был весь зал. Соседний стол у окна был пуст. Рядом с Колей сидел человек, с которым мне предстояло работать.
Пюнтер-Пакбо выглядел лет на тридцать, оказалось же, что этому невысокому, крепкого сложения, плечистому блондину было тридцать семь. Круглое лицо его дышало здоровьем и энергией. За стеклами очков весело блестели серо-синие глаза.
Мы говорили на разные темы, избегая главного. Пакбо был живым, приятным собеседником. Он охотно рассказал о себе, упомянул, что женат, но детей у них нет.
Как и я, он уже успел изрядно поездить и повидать. С той лишь разницей, что меня носила по свету беспокойная судьба эмигранта, а его гнал из страны в страну кипучий темперамент газетчика. Где он только не работал! В Париже и Лондоне, в Лейпциге и Барселоне… Был на испанском фронте, писал репортажи и статьи в защиту Испанской республики. Ну а теперь наконец возвратился в Берн.
Пюнтер-Пакбо мне понравился. Он производил впечатление человека, обладавшего широким кругозором.
Коля почти не участвовал в нашей беседе. Он ел, пил, изредка из вежливости вставлял в разговор фразу-другую и снова умолкал. Но слушал внимательно. А когда [53] мы с Пакбо наговорились, перевел беседу в деловое русло.
— Вам нужно условиться о следующей встрече, — сказал в конце разговора Коля. — Вы, Отто, отныне передаетесь в подчинение Альберта (под таким именем я представился Пакбо). Все задания, которые он будет давать вам, — задания Центра.

Коля ушел первым. Я знал, что сейчас он отправится на вокзал и сядет в экспресс Берн — Париж. Мы с Пакбо договорились о свидании на ближайшие дни. Последним ночным поездом я уехал в Женеву..
После Второй мировой войны Отто Пюнтер был президентом рабочей группы журналистов Дома федерации и с 1956 по 1965 год начальником по прессе и информации швейцарской вещательной корпорации (SRG).С 1956 по 1964 год он заведовал одним из отделов швейцарского радио, потом оставил службу из-за преклонного возраста. Избран народным судьей.
После выхода в свет книги Аккоса и Кё «Война была выиграна в Швейцарии» (название немецкого издания «Москва знала всё») швейцарское телевидение посвятило ей 15 мая 1966 года специальную передачу. В этой передаче наряду с другими принимал участие и Отто Пюнтер. Он комментировал книгу Аккоса и Кё в том же духе, как это сделал в интервью в женевской газете «Ля Суисс» 18 ноября 1967 года. Пюнтер публично бичевал «феноменальное невежество» двух французов.
Пюнтер в 1975 году в Западном Берлине за свою работу был награждён медалью им. Ханса Бредова.

## Труды
- 1967: Der Anschluss fand nicht statt
- 1978: Wie es war: Erinnerungen eines Journalisten 1919—1977